# Garcinia floribunda
Garcinia floribunda là một loài thực vật có hoa trong họ Bứa. Loài này được Miq. mô tả khoa học đầu tiên năm 1851.